# Den forsvundne fuldmægtig
Pour plus de détails, voir Fiche technique et Distribution.
Den forsvundne fuldmægtig (littéralement « le commis disparu ») est un film danois réalisé par Gert Fredholm, sorti en 1971.

## Synopsis
La police enquête sur la disparition simultanée de deux hommes.

## Fiche technique
- Titre : Den forsvundne fuldmægtig
- Réalisation : Gert Fredholm
- Scénario : Erik Thygesen d'après le roman de Hans Scherfig
- Musique : Henning Christiansen
- Photographie : Henning Kristiansen
- Montage : Lars Brydesen
- Production : Erik Crone et Svend Hansen
- Pays de production :  Danemark
- Genre : Comédie dramatique
- Durée : 102 minutes
- Date de sortie : 
  - Danemark : 29 octobre 1971

## Distribution
- Ove Sprogøe : Teodor Amsted
- Bodil Kjer : Mme. Amsted
- Karl Stegger : Martin Hageholm
- Poul Thomsen : Jens Jensen
- Preben Ravn : l'assistant Munk
- Hans-Henrik Krause : le commissaire Skovstrup
- Mime Fønss : Mme. Møller
- Jytte Abildstrøm : Liljenfeldt
- Vera Gebuhr : Mme. Mörtel

## Distinctions
Le film a été présenté en sélection officielle en compétition à la Berlinale 1972 où il a reçu le prix OCIC.
Il a également reçu deux Bodil : meilleur film et meilleur acteur pour Ove Sprogøe.